# زمین‌خزک راه‌راه
زمین‌خزک راه‌راه (نام علمی: Geocerthia serrana) یک گونه از پرندگان در زیرخانواده Furnariinae از خانواده تنورمرغان (Furnariidae) و بومی پرو است.